# Halogeny
Halogeny jsou členy 17. skupiny periodické tabulky (také 7. hlavní skupina nebo halové prvky). Název halogen je odvozen z řečtiny a znamená solitvorný nebo sůl tvořící. Mezi halogeny patří fluor (F), chlor (Cl), brom (Br) a jod (I). Do stejné skupiny patří také astat (At), který by se podle vazebných a ionizačních vlastností řadil spíše k polokovům. Dále je to objevený prvek tennessin (Ts), jehož chemické vlastnosti nejsou známy.
Všechny halogeny mají ve své valenční elektronové vrstvě sedm elektronů. Mají elektronovou konfiguraci valenční sféry ns2np5. Nazývají se proto také prvky p5, protože mají pět valenčních elektronů v orbitalech p.
Fluor a chlor jsou za normální teploty plyny, brom je kapalina a jód je pevná látka, která velmi snadno sublimuje. Fluor má ze všech známých prvků nejvyšší hodnotu elektronegativity (4,0-4,1).
Halogeny jsou nekovy (kromě astatu a tennessinu) a jsou velmi reaktivní, proto se vyskytují pouze vázané ve sloučeninách. Tvoří dvouatomové sloučeniny s elektropozitivnějšími prvky ve všech skupenských stavech. Sloučeniny halogenů s elektropozitivními kovy jsou iontové. S vodíkem za normálních podmínek reagují za vzniku halogenovodíků. Soli halogenovodíků se nazývají halogenidy.
Nejrozšířenějším halogenem je chlor. Fluor, chlor, brom a jod hrají důležitou roli v chemii, biologii a medicíně.

## Etymologie

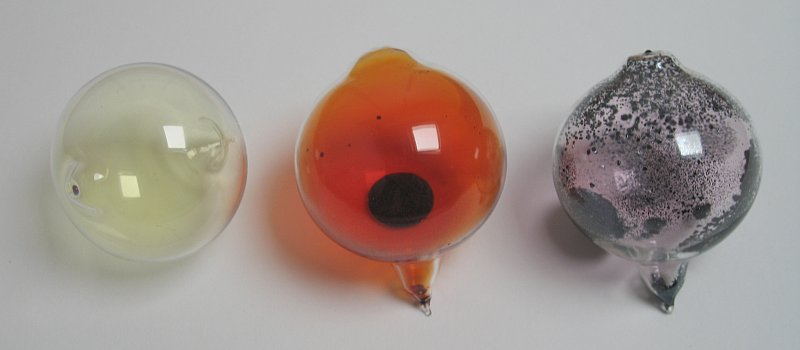
Zleva chlor, brom a jod při pokojové teplotě. Chlor je plyn, brom je kapalina a jod je pevná látka.

- Zleva chlor, brom a jod při pokojové teplotě. Chlor je plyn, brom je kapalina a jod je pevná látka.Název halogeny pochází z řeckých slov ἅλς (háls) - česky sůl a moře, dále γεν- (gen-) - česky stávat se. Volně přeloženo to znamená solitvorný nebo sůl tvořící. Název vychází z vlastnosti halogenů vytvářet společně s kovy především mořské soli.
- Název fluoru (chemická značka F, latinsky fluorum) pochází z latinského slova fluere, což znamená proudit. Název byl odvozen od minerálního fluoritu, který byl používán jako tavidlo při zpracování kovů.
- Název chloru (chemická značka Cl, latinsky chlorum) pochází z řeckého slova chlóros, což znamená zelenožlutý.
- Název bromu (chemická značka Br, latinsky bromum) pochází z řeckého slova bromos, což znamená zápach.
- Název jodu (chemická značka I, latinsky iodum) pochází z řeckého slova iodes, což znamená fialový.
- Název astat (chemická značka At, latinsky astatinum) pochází z řeckého slova astatos, což znamená nestabilní.
- Název tennessin (chemická značka Ts) je transuran s protonovým číslem 117 a je pojmenován po americkém státě Tennessee, kde byl objeven.

## Historie

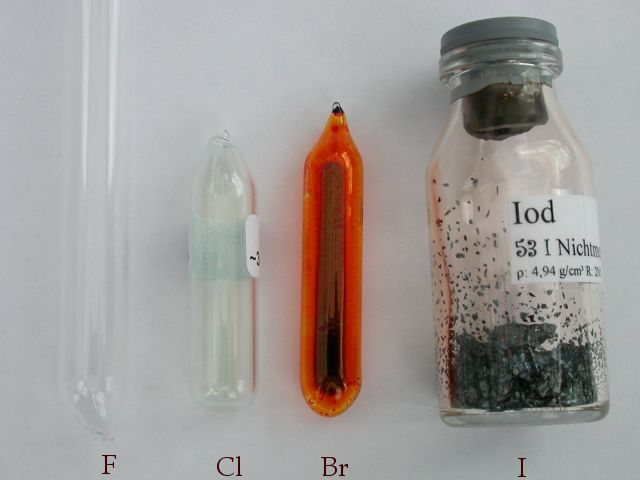
Čtyři stabilní halogeny

- Čtyři stabilní halogenyFluor - fluorový minerál nazývaný fluorospar (také nazývaný kazivec, minerální forma fluoridu vápenatého CaF2) byl znám již v roce 1529. V roce 1860 anglický chemik George Gore prováděl elektrolýzu s kyselinou fluorovodíkovou za vzniku fluoru. Ale v té době to nebyl schopen prokázat. V roce 1886 francouzský chemik Henri Moissan provedl elektrolýzu hydrogenfluoridu draselného rozpuštěném v bezvodém fluorovodíku a úspěšně izoloval fluor.
- Chlor - kyselina chlorovodíková byla známa již alchymistům a prvním chemikům. Elementární chlor však byl vyroben až v roce 1774 švédským chemikem Carl Wilhelm Scheele, který zahřál kyselinu chlorovodíkovou s oxidem manganičitým. Scheele nazval tuto látku dephlogistickated muriatic acid. V roce 1807 ji zkoumal anglický chemik Humphry Davy a potvrdil, že je to prvek. V roce 1811 německý chemik Johann Schweigger potvrdil objev nového prvku a navrhl název halogen. Anglický chemik Humphry Davy však doporučil název chlor a jeho mínění převážilo. Název halogeny pak byl přiřazen celé skupině prvků. Plynný chlor byl zneužit jako jedovatý plyn během první světové války. Plyn spálil zejména plíce, což ztěžovalo nebo znemožňovalo dýchání v závislosti na úrovni jeho koncentrace.
- Brom - byl objeven v roce 1820 francouzským chemikem Antoinem Jérômem Balardem. Objevil jej při pokusu, kdy vedl  plynný chlor vzorkem solanky.
- Jod - v roce 1811 jej objevil francouzský chemik Bernard Courtois, který používal popel z mořských řas při výrobě ledku. Obvykle vařil popel z mořských řas s vodou, aby vytvořil chlorid draselný. Jednou přidal do tohoto procesu kyselinu sírovou a vznikly fialové výpary, které kondenzovaly do černých krystalů. Vzorky poslal jiným chemikům k prozkoumání a  jod následně jako nový prvek prokázal francouzský chemik Joseph Louis Gay-Lussac.
- Astat - byl úspěšně vyroben až v roce 1940 Dalem Raymondem Corsonem, Kennethem Rossem MacKenziem a Emiliem G. Segrè, kteří bombardovali bismut alfa částicemi.
- Tennessin je od roku 2022 nejnovější prvek, který byl objeven. Již v roce 2010 tým vedený jaderným fyzikem Yuri Oganessianem (zahrnující vědce z  Oak Ridge National Laboratory, Lawrence Livermore National Laboratory, Vanderbilt University a Joint Institute for Nuclear Research) úspěšně bombardoval atomy berkelia-249 pomocí atomů vápníku-48 za vzniku tennessinu-294.

## Fyzikální vlastnosti
Základní fyzikální vlastnosti halogenů jsou uvedeny v tabulce. Údaje označené otazníky jsou odhady založené na chemické periodické tabulce.
| Halogen   | Bod tání (°C) | Bod varu (°C) | Hustota (g /cm3při 25 °C) | Elektronegativita (Pauling)) | První ionizační energie (kJ·mol−1) |
| --------- | ------------- | ------------- | ------------------------- | ---------------------------- | ---------------------------------- |
| Fluor     | −219,62       | −188,12       | 0,0017                    | 3,98                         | 1681,0                             |
| Chlor     | −101,5        | −34,04        | 0,0032                    | 3,16                         | 1251,2                             |
| Brom      | −7,3          | 58,8          | 3,1028                    | 2,96                         | 1139,9                             |
| Jod       | 113,7         | 184,3         | 4,933                     | 2,66                         | 1008,4                             |
| Astat     | 302           | ? 337         | ? 6,2–6,5                 | 2,2                          | 899,0                              |
| Tennessin | ? 350-550     | ? 610         | ? 7.1-7.3                 | -                            | ? 743                              |

## Chemické vlastnosti

### Vazebné možnosti
Konfigurace ns2np5 valenční sféry atomu halogenů umožňuje dva způsoby stabilizace při vytváření vazeb s jinými atomy.
1. Při tvorbě vazby je do atomu halogenu přijímán další elektron a elektronová hustota na atomu limituje ke stavu konfigurace ns2np6 a atom halogenu získává oxidační číslo -I.
2. Při druhém způsobu stabilizace se spíše zmenšuje elektronová hustota atomu halogenu. Vazebnou situaci pak popisujeme pomocí přisouzení dosažení kladného oxidačního stavu.

### Vazebné trendy
Halogeny vykazují řadu trendů při pohybu dolů skupinou, například klesající elektronegativitu a reaktivitu a zvýšení bodu tání a bodu varu.
| Z  | Prvek | Počet elektronů v obalu |
| -- | ----- | ----------------------- |
| 9  | fluor | 2, 7                    |
| 17 | chlór | 2, 8, 7                 |
| 35 | brom  | 2, 8, 18, 7             |
| 53 | jód   | 2, 8, 18, 18, 7         |
| 85 | astat | 2, 8, 18, 32, 18, 7     |

### Sloučeniny halogenů
Nejmenší možnosti pro tvorbu sloučenin má fluor, protože se vyskytuje pouze v jediném oxidačním čísle, a to -I. To znamená, že tvoří pouze fluorovodík, jeho vodný roztok nazývaný kyselina fluorovodíková a její soli fluoridy a také kyselinu fluornou a její soli. Navíc se vyskytuje v organických sloučeninách, například dichlordifluormethan.
Zbylé tři halové prvky mají oproti fluoru relativně velké možnosti vazeb. Chlor, brom i jod se vyskytují v těchto oxidačních číslech: -I, +I, +III, +V a +VII, chlor a brom navíc +IV, chlor dokonce i +VI. V chloridech, bromidech, jodidech, chlorovodíku, bromovodíku a jodovodíku a jejich vodných roztocích mají oxidační číslo -I. 
Kladné hodnoty oxidačního čísla halogenů jsou například v jejich oxidech (oxid chlorný Cl2O, oxid chloristý Cl2O7, oxid bromitý Br2O3 nebo oxid jodičný I2O5). Všechny oxidy těchto tří halogenů jsou kyselinotvorné, protože při jejich reakci s vodou vznikají příslušné kyseliny (například kyselina jodičná nebo i bromná). Všechny tyto kyseliny jsou jednosytné, tudíž tvoří jednu řadu solí, například kyselina chlorná tvoří chlornany, bromitá bromitany a jodičná jodičnany. 
Navíc jsou chlor, brom a jod vázány také v organických sloučeninách (například vinylchlorid, brommethan, trichlorethylen).

## Výskyt v přírodě

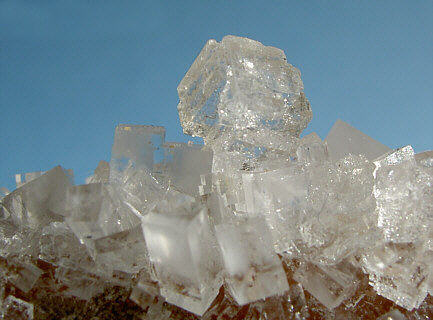
Krystalky halitu (NaCl)

- Krystalky halitu (NaCl)Fluor: kazivec (fluorit vápenatý - CaF2), apatity, kryolit (Hexafluorohlinitan sodný - Na3AlF6)
- Chlor: halit, sůl kamenná (NaCl), sylvín (KCl), karnalit - hexahydrát chloridu draselno-hořečnatého - (KCl · MgCl2 · 6 H20)
- Brom: mořská voda, chaluhy, slaná jezera, v malém množství doprovází sloučeniny chloru, bromkarnalit (KBr · MgBr2 ·6 H20)
- Jod: (NaIO3)- v přírodě doprovází chilský ledek- NaNO3 , některé mořské nerosty, štítná žláza - součást hormonů
- Kromě pevných látek se sloučeniny Cl, Br, I vyskytují také rozpuštěné v mořské vodě ve formě aniontů v poměru Cl−: Br−: I− = 200: 1: 0,1